# Antiblemma ochrozonea
Antiblemma ochrozonea är en fjärilsart som beskrevs av George Francis Hampson 1926. Antiblemma ochrozonea ingår i släktet Antiblemma och familjen nattflyn. Inga underarter finns listade i Catalogue of Life.